# Monofosfat d'adenosina cíclic
El fosfat d'adenosina cíclic (AMPc, AMP cíclic) és un compost important en moltes reaccions bioquímiques. És un derivat del monofosfat d'adenosina i es produeix mitjançant l'acció de l'enzim adenilat ciclasa.

## Funcions
L'AMPc és un segon missatger, implicat en moltíssimes rutes de transducció del senyal dins la cèl·lula en resposta a un estímul extern o intern, com la unió d'una hormona a un receptor de membrana d'aquesta cèl·lula. La seva producció sol estar lligada a l'activació d'un receptor associat a proteïna G l'estimulació del qual activa la ciclasa de l'adenilat.